# Cassandre (revue)
 (janvier 2013).
Pour les articles homonymes, voir Cassandre (homonymie).
Cassandre (ou Cassandre/Horschamp), désormais L’Insatiable, est une publication francophone traitant des thèmes culturels et artistiques, mais se voulant accessible à tous, ayant pour devise : « Allier le pessimisme de l'intelligence à l'optimisme de la volonté » (Romain Rolland, repris par Gramsci).

## Caractéristiques
Fondée en 1995 par Nicolas Roméas auteur et animateur radio (alors producteur et journaliste à France Culture), elle se présente aujourd'hui sous la forme d'une revue brochée de 100 pages principalement illustrée par le photographe Olivier Perrot, qui traite des questions culturelles et artistiques contemporaines, tout en s'ouvrant de façon très large aux enjeux culturels dans le contexte d'une société de plus en plus déshumanisée. 
Cette revue d'enquête, d'informations et de débats, traite — avec l'appui de sociologues, d'historiens et de chercheurs de différents champs (de Pierre Bourdieu à Jean Duvignaud, par exemple) — des problèmes de l'Art dans le monde d'aujourd'hui, ainsi que de la culture de façon plus générale, toujours en relation avec l'évolution de la société contemporaine. 
Sa fréquence actuelle de parution est trimestrielle. Chaque année un hors-série thématique explore de nouveaux horizons des pratiques artistiques et culturelles. En novembre 2009, c'était le hors-série Un Rêve d'Afrique qui inaugurait la collection Les armes de l'art, en 2013 ce fut Éducation populaire, une utopie d'avenir, en coédition avec les Liens qui libèrent.
En avril 2013 Cassandre/Horschamp publie son 93e numéro. 
Avec l'aide de correspondants en régions et à l'étranger, Cassandre/Horschamp  est aujourd'hui produite par une équipe de spécialistes culturels qui sillonnent la France, l'Europe et le monde, pour en rapporter des informations et des commentaires[non neutre]. 
Selon l'équipe de la revue, son idée centrale est de défendre la notion de culture en tant que valeur symbolique qui doit échapper à la mainmise de l'économique et de façon générale, du quantitatif[réf. nécessaire]. À ses débuts, en 1995, elle a été très inspirée par l'épopée des pionniers de la décentralisation théâtrale, dans l'immédiate après-guerre, puis par cette autre grande aventure culturelle et politique française que fut l'Éducation populaire, dès la Libération. 
La revue est aujourd'hui dirigée par Nicolas Roméas avec l'aide de Valérie de Saint-Do, de Céline Delavaux et d'un groupe stable de journalistes, de graphistes et d'une équipe de fabrication, elle est publiée avec le concours du Centre national du livre, de la direction de la musique, de la danse du théâtre et des spectacles du ministère de la Culture et de la Région Île-de-France. L'équipe de Cassandre/Horschamp anime parallèlement un pôle de ressources et d'actions art/société intitulé Horschamp, longtemps situé au Couvent des Récollets, dans le 10e arrondissement de Paris. Pour des raisons financières liées à l'augmentation des loyers, l'équipe de la revue et du centre de ressource a été dans l'obligation de quitter ce lieu en juillet 2009 pour s'installer dans le 18e arrondissement de Paris.